# Erdmann Jaroslav von Skrbensky
Erdmann Jaroslav von Skrbensky (geb. 1693; gest. 1759) war ein preußischer Landrat und Regierungspräsident.

## Leben
Erdmann Jaroslav von Skrbensky war ein Sohn des Carl Siegmund von Skrbensky (1664–1741), Erbherr auf Goldmannsdorf und Landrechtsbeisitzer der Standesherrschaft Pleß. Ab dem 19. Oktober 1716 hielt er sich in Jena auf, von wo er im November 1718 an die Universität Leiden wechselte. 1743 wurde er in der Nachfolge von Christian Ernst von Solms Landrat des Kreises Pleß. 1753 wurde er zum Regierungspräsident der gräflich-promitzschen standesherrschaftlichen Regierung Pleß ernannt. Das Amt als Landrat übte er bis 1755 aus, Nachfolger wurde sein Sohn Maximilian Bernhard Leopold von Skrbensky. 

## Familie
Erdmann Jaroslav von Skrbensky war mit Charlotte Elisabeth, geb. von Legat verheiratet. Ihr gemeinsamer Sohn Maximilian Bernhard Leopold von Skrbensky (1730–1785) war von 1756 bis 1785 Landrat des Kreises Pleß.